# KK Sloga
O Košarkaški klub Sloga (sérvio:Кошаркашки клуб Cлoгa), chamado também de KK Sloga, é um clube profissional de basquetebol sediado na cidade de Kraljevo, Sérvia que atualmente disputa a segunda divisão de seu país. Foi fundado em 1949 e manda seus jogos na  New Ribnica hall que possui capacidade de 3.350 espectadores.

## Jogadores Notáveis
- Sreten Dragojlović
- Ljubodrag Duci Simonović
- Tomislav Andrić Džigi
- Vlado Dašić
- Miloš Babić
- Dragan Todorić
- Vlade Divac
- Nenad Krstić
- Vuk Radivojević
- Gordan Marković Čogo
- Aleksandar Marelja
- Stefan Jović
- Marko Brkić
- Marko Popović
- Saša Vasiljević
- Saša Dončić

## Treinadores Notáveis
- Mihajlo Miki Vuković
- Milovan Kimi Bogojević
- Naser Nenad Trajković
- Dragan Kostić
- Vladimir Vlada Đokić